# نبرد استالینگراد در فرهنگ عامه

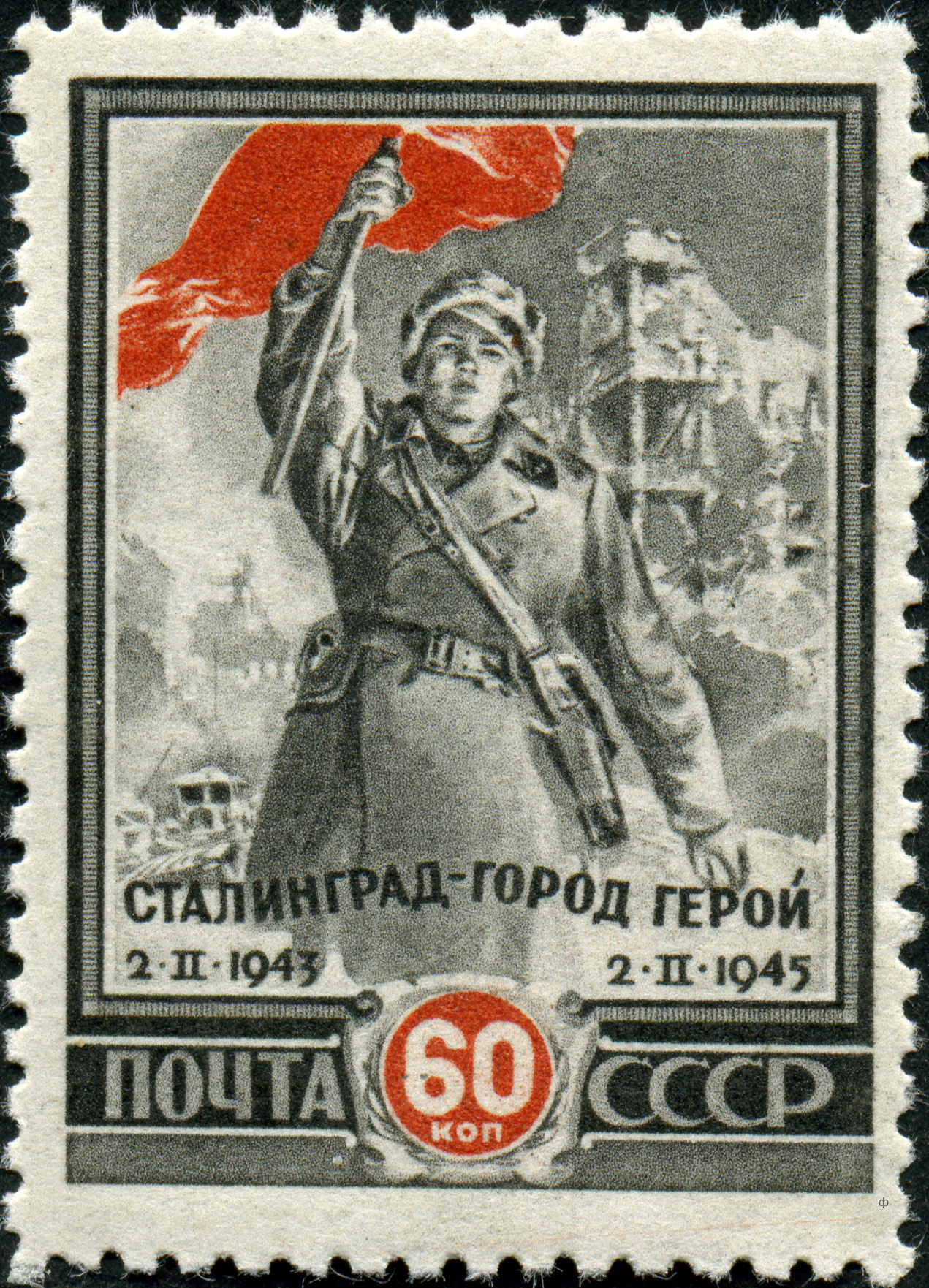
تمبر مربوط به جنگ استالینگراد

نبرد استالینگراد در فرهنگ عامه (انگلیسی: Battle of Stalingrad in popular culture) نبرد استالینگراد (۱۹۴۲–۱۹۴۳)، نبردی در جبهه شرقی جنگ جهانی دوم، که اغلب به عنوان بزرگترین و خونین‌ترین نبرد در تاریخ جنگ، و یکی از سرنوشت سازترین نبردهای جنگ جهانی دوم تلقی می‌شود. الهام بخش تعدادی از آثار رسانه ای است.

## فیلم‌ها

### فیلم مستند
- استالینگراد (۱۹۴۳)، یک فیلم شوروی فیلم‌برداری شده در طول نبرد
- "نبرد بزرگ در ولگا" ("Velikaya bitva na Volge")، با استفاده از تصاویر آرشیو گرفته شده توسط ۱۵۰ فیلمبردار شوروی در طول نبرد، منتشر شده در سال 1962[۱]
- دنیا در جنگ (ژوئن ۱۹۴۲ – فوریه ۱۹۴۳)
- اسرار مردگان

### فیلم‌های داستانی
- نبرد استالینگراد (فیلم) (Сталинградская битва)، یک فیلم دو قسمتی شوروی محصول ۱۹۴۹.
- «سربازان» (Солдаты)، فیلم شوروی محصول ۱۹۵۸ بر اساس رمان نویسنده روسی و شرکت کننده در نبرد استالینگراد ویکتور نکراسوف
- استالینگراد: سگ‌ها، آیا می‌خواهید برای همیشه زندگی کنید؟ (Hunde, wollt ihr ewig leben?)، فیلمی محصول ۱۹۵۸ آلمان غربی به کارگردانی فرانک ویزبار[۲]
- "برف داغ (فیلم)" یک فیلم شوروی محصول ۱۹۷۲ دربارهٔ توپخانه شوروی در طول عملیات طوفان زمستان
- استالینگراد (فیلم ۱۹۸۹)، یک فیلم دو قسمتی محصول ۱۹۸۹ به کارگردانی یوری اوزرو (کارگردان).[۳]
- استالینگراد (فیلم ۱۹۹۳)، فیلمی محصول ۱۹۹۳ آلمان به کارگردانی یوزف فیلتسمایر
- دشمن پشت دروازه‌ها، یک فیلم فرانسوی-بریتانیایی محصول ۲۰۰۱ که عناصری از کارهای واقعی توسط تک‌تیرانداز واسیلی زایتسف را دراماتیزه و در برخی موارد تخیلی کرده‌است. به کارگردانی ژان-ژاک آنو و با بازی جود لا، جوزف فاینز، اد هریس و ریچل ویس[۴]
- استالینگراد (فیلم ۲۰۱۳) (۲۰۱۳)، فیلمی روسی که داستان شش سرباز شناسایی شوروی و نقش آنها در نبرد را روایت می‌کند که ساختمانی را به همراه واحدهای مختلف برای دفاع از استالینگراد و رودخانه ولگا در دست دارند. از حملات آلمان